# Магомедов, Магомед Магомедрасулович
Магомед Магомедрасулович Магомедов (27 сентября 1994) — российский тхэквондист. Многократный призёр чемпионатов России.

## Спортивная карьера
Занимается тхэквондо с 2000 года. Тренерской деятельностью с 2015 года. В ноябре 2016 года в Москве стал серебряным призёром чемпионата России, уступив в финале Максиму Храмцову.

## Достижения
- Чемпионат России по тхэквондо среди юниоров 2011 — ;
- Чемпионат России по тхэквондо 2011 — ;
- Чемпионат России по тхэквондо 2012 — ;
- Чемпионат России по тхэквондо среди студентов 2014 — ;
- Чемпионат России по тхэквондо 2016 — ;

## Личная жизнь
В 2015 году окончил Санкт-Петербургский национальный исследовательский университет информационных технологий, механики и оптики (Университет ИТМО).